# 钓鱼台街道 (蚌埠市)
钓鱼台街道是中国安徽省蚌埠市禹会区下辖的一个街道，辖区总面积3.2平方公里，街道下辖5个社区居委会，人口约2万。
钓鱼台街道与蚌山区接壤，南至蚌西路。街道办事处在2004年时，被蚌埠市政府表彰为先进单位。